# Gare de Björbo
La gare de Björbo (en suédois : Björbo station) est une ancienne gare ferroviaire suédoise de la ligne du Västerdalsbanan, située sur le territoire de la commune de Björbo dans le Comté de Dalécarlie.
Elle est fermée en 2011.

## Situation ferroviaire
La gare se trouve sur la ligne Dalarna ( Borlange ) - Repbäcken - Vansbro - Malung – Malungsfors, sans service passagers mais encore au travail pour Green Cargo.

## Histoire
Construite en 1904, la gare a 14 chambres. En 2015 on contemplant des réparations pour l’utiliser comme maison d’ accueil pour des enfants réfugiés .